# محمد يوسف بلال
محمد يوسف بلال. مستشار المجلس الأعلى للطرق الصوفية، مصري الجنسية، محامي، ومؤسس موقع البيِّنة للدراسات والأبحاث الوهابيّة، ومؤسس الحملة الشرعية لمواجهة السلفية، له عدة كتب في مهاجمة المنهج السلفي.

## كتبه
- بدع السلفية الوهابية في هدم الشريعة الإسلامية
- البرهان في أن السلفية الوهابية خوارج الزمان
- فضائح السلفية الوهابية
- عقائد الإلحاد والوثنية عند السلفية الوهابية

## وصلات خارجية
- مناظرة طاحنة بين  رامي عيسى و مستشار الطرق الصوفية المستشار محمد يوسف بلال  .. على يوتيوب.